# Nikola Kozlevo
Nikola Kozlevo (Bulgaars: Никола Козлево) is een dorp en een gemeente in het noordoosten van Bulgarije in de oblast Sjoemen. De naam van het dorp is in 1934 hernoemd naar de Bulgaarse revolutionair en schrijver Nikola Kozlev (1824-1902), daarvoor heette deze plaats Dzjivel (Дживел).

## Geografie
De gemeente Nikola Kozlevo is gelegen in het noordoostelijke deel van de oblast Sjoemen. Met een oppervlakte van 264,335 km2 is de negende (en voorlaatste in grootte) van de 10 gemeenten van het district. De grenzen zijn als volgt:
- in het zuiden - gemeente Novi Pazar;
- in het westen - gemeente Kaolinovo;
- in het noordoosten - gemeente Tervel, oblast Dobritsj;
- in het zuidoosten - gemeente Valtsji Dol, oblast Varna;

## Geschiedenis
De eerste inwoners kwamen uit de regio Chaskovo en vestigden zich in in 1881 in dit dorp.

## Bevolking
Het dorp Nikola Kozlevo had bij een schatting van 2020 een inwoneraantal van 807 personen. Dit waren 5 mensen (0,6%) meer dan bij de officiële census van februari 2011. De gemiddelde jaarlijkse groei in die periode komt daarmee uit op 0,06%, hetgeen hoger is dan het landelijk jaarlijks gemiddelde over deze periode (-0,63%).

### Religie
De laatste volkstelling werd uitgevoerd in februari 2011 en was optioneel. Van de 6.100 inwoners reageerden er 5.537 op de volkstelling. Van deze 5.537 respondenten waren er 3.715 moslim (54% van de ondervraagden) en 1.391 waren lid van de Bulgaars-Orthodoxe Kerk (34%). De rest van de bevolking had een andere geloofsovertuiging of was niet religieus. 
| Religieuze samenstelling in februari 2011 | Religieuze samenstelling in februari 2011 | Religieuze samenstelling in februari 2011 | Religieuze samenstelling in februari 2011 | Religieuze samenstelling in februari 2011 |
| ----------------------------------------- | ----------------------------------------- | ----------------------------------------- | ----------------------------------------- | ----------------------------------------- |
|                                           |                                           |                                           |                                           |                                           |
| Bulgaars-Orthodoxe Kerk                   | Bulgaars-Orthodoxe Kerk                   |                                           | 25,12%                                    | 25,12%                                    |
| Katholieke Kerk                           | Katholieke Kerk                           |                                           | 0,13%                                     | 0,13%                                     |
| Protestantisme                            | Protestantisme                            |                                           | 0,09%                                     | 0,09%                                     |
| Islam                                     | Islam                                     |                                           | 67,09%                                    | 67,09%                                    |
| Geen                                      | Geen                                      |                                           | 1,07%                                     | 1,07%                                     |
| Anders/ Onbekend                          | Anders/ Onbekend                          |                                           | 6,50%                                     | 6,50%                                     |

## Gemeentelijke kernen
De gemeente Nikola Kozlevo bestaat uit de onderstaande 11 nederzetting, uitsluitend dorpen.
| Plaatsnaam      | Cyrillisch     | Bevolking (2020) |
| --------------- | -------------- | ---------------- |
| Nikola Kozlevo  | Никола Козлево | 807              |
| Charsovo        | Хърсово        | 370              |
| Karavelovo      | Каравелово     | 346              |
| Krasen Dol      | Красен дол     | 125              |
| Kriva Reka      | Крива река     | 556              |
| Pet Mogili      | Пет могили     | 1.053            |
| Roezjitsa       | Ружица         | 339              |
| Tsani Gintsjevo | Цани Гинчево   | 368              |
| Tsarkvitsa      | Църквица       | 697              |
| Vekilski        | Векилски       | 46               |
| Valnari         | Вълнари        | 1.654            |
| Totaal          |                | 6.310            |

Bestuurlijk centrum: Sjoemen
 Chitrino - Kaolinovo - Kaspitsjan - Nikola Kozlevo - Novi Pazar - Sjoemen - Smjadovo - Veliki Preslav - Varbitsa - Venets